# Euchlorostola corydon
Euchlorostola corydon är en fjärilsart som beskrevs av Druce 1884. Euchlorostola corydon ingår i släktet Euchlorostola och familjen björnspinnare. Inga underarter finns listade i Catalogue of Life.